# 岩永ゆい
岩永 ゆい(いわなが ゆい、1987年1月3日‐）は日本の俳優・モデルである。北海道生まれ。埼玉県出身。川口市少年少女ミュージカル団退団後、プロダクション・タンクに所属。その後フリーとなる。

## 出演

### テレビドラマ
- 美の巨人たち 荻原碌山(守衛)『女』 （2014年1月25日、テレビ東京）[1]
- Woman #10 （2013年9月4日、日本テレビ）[1]
- 土曜プレミアム・ほんとにあった怖い話 夏の特別編2013（2013年8月17日、フジテレビ）[1]
- 塚原卜伝(6)「一つの太刀」[解]（2013年2月28日、NHK）[1]
- 塚原卜伝(3)「将軍暗殺」[解]（2013年2月7日、NHK）[1]
- 東京全力少女 第9話（2012年12月5日、日本テレビ）[1]
- 四つ葉神社ウラ稼業・失恋保険～告らせ屋～ 第7話 2011年5月19日、日本テレビ）[1]

### 映画
- 謝罪の王様(2013年、水田伸生監督)
- 私は貝になりたい(2008年、福澤克雄監督)

### CM
- リクルート　ゼクシィ「リクルートができること・ゼクシィ篇」
- サントリーBOSSコーヒー「桜篇」
- みずほ銀行
- セブンイレブン「チルド弁当」

### 舞台
- サヌカイト　カンカン石の唄(2008年、ニッポン放送イマジンスタジオ)響子役ヒロイン
- 新宿・歌声喫茶の青春－「トロイカ」「カチューシャ」そして「ともしび」－(2008年、シアターアプル)主演・由紀さおり
- 椿山課長の七日間(2009年、築地ブディストホール)天界の案内人役
- 婢伝五稜郭(2010年、俳優座劇場)
- 天切り松闇がたり～衣紋坂から～(2011年、博品館劇場)おさよ役ヒロイン
- 天切り松闇がたり～帰ってきた振袖おこん～(2012年、博品館劇場)おさよ役ヒロイン
- 人斬りの恋(2013年、博品館劇場)西郷いと役
- 横浜メリケン夜の宿　M・ゴーリキー・どん底(2014年、シアターχ)アンナ(多恵)役
- 五稜郭残党伝(2014年、俳優座劇場)クヨンテ役
- メフィストフェレスにさえそっぽ向かれた男達のハナシ(2015年、SPEACE雑遊)
- 夜を急ぐ者よ(2015年、俳優座劇場)美鈴役
- THE LAST SONG(2015年、銀河劇場)
- ことだまのさきわう国にてなに想う～シラノ・ド・ベルジュラックより～(2015年、伝承ホール)初役ヒロイン
- RADIO３１１(2016年、東京芸術劇場シアターイースト)
- 舞台「The Great Gatsby In Tokyo」（2022年6月17日 - 21日、三越劇場）[2]
- 舞台「The Great Gatsby 2023」（2023年、近鉄アート館・三越劇場）[3]